# Gadang (Susoh)
Gadang is een bestuurslaag in het regentschap Aceh Barat Daya van de provincie Atjeh, Indonesië. Gadang telt 957 inwoners (volkstelling 2010).